# تاريخ الإمارات العربية المتحدة العسكري

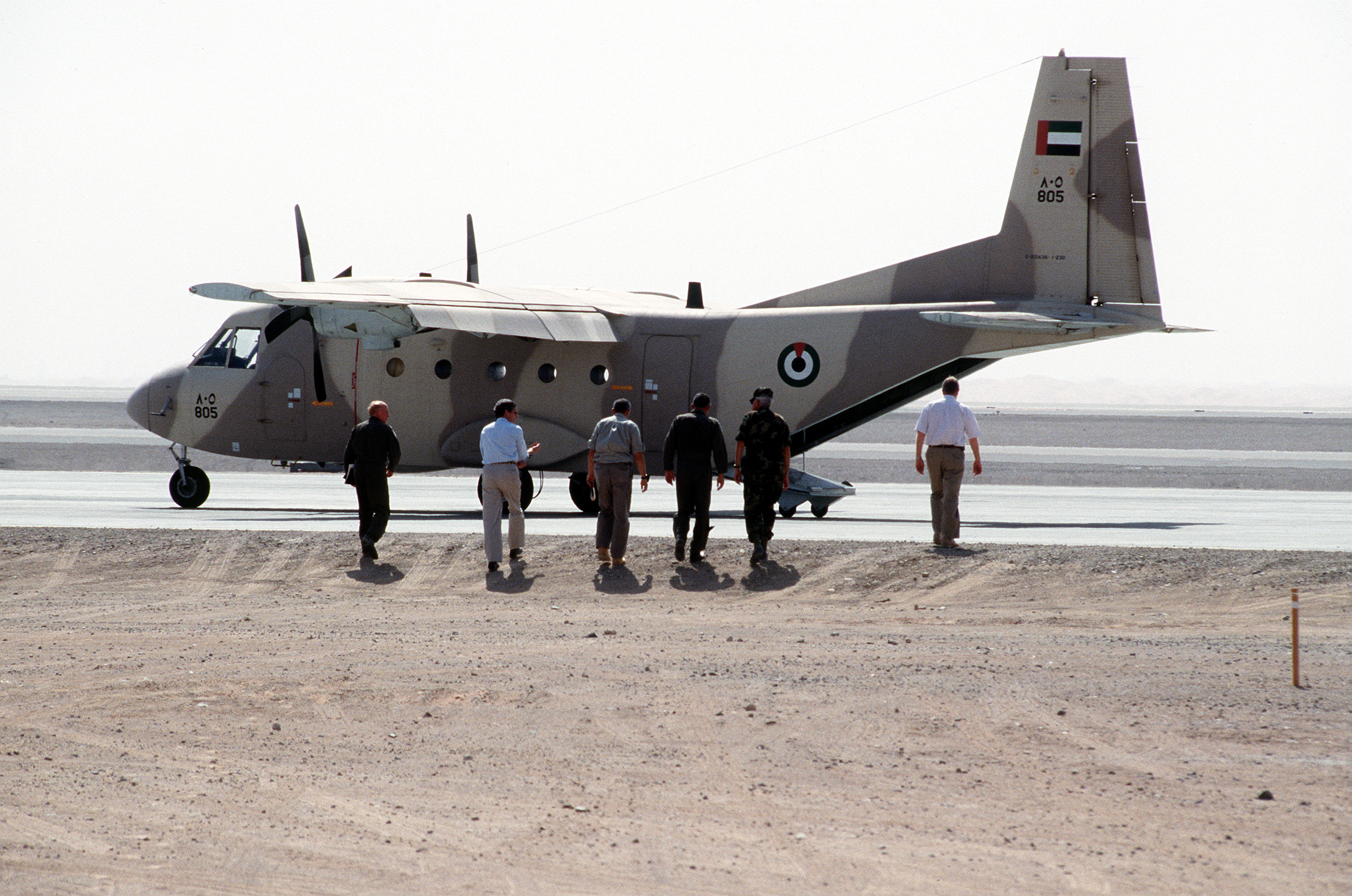
سفير الولايات المتحدة لدى دولة الإمارات العربية المتحدة في انتظار سلاح الجو الإماراتي خلال حرب الخليج الثانية

بدأ التاريخ العسكري لدولة الإمارات العربية المتحدة عندما تمّ تسليم كشافة ساحل عمان والتي كانت رمز النظام العام على الساحل إلى الإمارات العربية المتحدة كقوات دفاعيّة لها في عام 1971.
على الرغم من صغر عددها؛ إلا أن القوات المسلحة الإماراتية مُجهّزة ببعض من أحدث أنظمة الأسلحة التي اقتُنيت من مجموعة متنوعة من البلدان الغربيّة. معظم «القوات الإماراتية» إماراتية؛ إلى جانب قلّة قليلة من مواطني الدول العربية الأخرى وباكستان؛ أمّا الضباط فكلّهم مواطنون إماراتيون حيثُ أنّ معظمهم من خريجي أكاديمية ساندهيرست العسكرية الملكية بالمملكة المتحدة بينما التحق آخرون بالأكاديمية العسكرية الأمريكية في ويست بوينت والكلية العسكرية الملكية ودونترون ومدرسة سان سير العسكرية في فرنسا كما افتتحت هذهِ الأخيرة قاعدة في أبوظبي في أيّار/مايو من عام 2009.
دخلت القوات المسلحة الإماراتية في حروب عديدة منذ نشأتها؛ فخلال حرب الخليج الثانية شاركت قوات الإمارات العربية المتحدة – التي قُدّر عددها بالمئات – في النزاع كجزءٍ من قوة درع شبه الجزيرة التي تقدمت إلى مدينة الكويت؛ كما قصفت الطائرات الأمريكية مواقع عراقية من الإمارات العربية المتحدة وكانت سفن الولايات المتحدة تعملُ خارج موانئ الإمارات. بالإضافةِ إلى ذلك فقد نفذ سلاح الجو الإماراتي ضربات ضد القوات العراقية فيمَا تمّ الإبلاغ عن ست وفيات في صفوف الجنود الإماراتيون نتيجةَ القتال.
في الوقتِ الحالي تُشارك القوات الإماراتية في الحرب الأهلية اليمنية إلى جانبِ دول أخرى في إطار التحالف العربي كما تنخرط بشكلٍ طفيف في الحرب في أفغانستان.

## التراث العسكري

### القلاع و الحصون
- قلعة الشيخ سلطان بالعين:

بنيت هذه القلعة على يد سمو الشيخ سلطان بن زايد حاكم إمارة أبو ظبي بين عامي (1922-1926م)، وهو والد سمو الشيخ زايد بن سلطان آل نهيان.
- قلعة الجاهلي:

تقع هذه القلعة في قرية الجاهلي بمدينة العين، بُنيت عام 1898م على يد سمو الشيخ زايد بن خليفة ( زايد الأول حكم بين عامي 1855-1909م ) .
- قلعة مزيد:

تقع هذه القلعة في الجهة الشمالية من قرية مزيد، والقلعة عبارة عن مبنى مستطيل الشكل يبلغ طوله قرابة 50 مترًا، بينما يبلغ عرضه قرابة 40 مترًا، ويعود تاريخ القلعة إلى القرن التاسع عشر الميلادي، وللقلعة بابان كبيران، وثلاثة أبراج أسطوانية كبيرة وبرج مربع. ومؤسس القلعة غير معروف.
- قلعة الفهيدي:

تقع قلعة الفهيدي في دبي، وقد بنيت عام 1800م أثناء حكم الشيخ هزاع بن زعل الياسي، وكان هدف الأبناء من أجل حماية المدينة والدفاع عنها، ثم استخدمت القلعة في وقت لاحق مقرًا للحكومة.
- قلعة الشارقة:

بنى هذه القلعة الشيخ سلطان بن صقر القاسمي الأول شبيخ قبيلة القواسم عام 1820م، وكانت القلعة مقرًا للحكام المتعاقبين من القواسم، و وُجِد هذا الحصن في نهاية المنطقة السكنية.
- قلعة أم القيوين:

بنيت هذه القلعة لهدف دفاعي من جهتي البر والبحر، وبناها الشيخ راشد بن ماجد المعلا عام 1768م، وقد اتخذ من القلعة أيضًا مقرًا للحكم.
- قلعة البثنة:

تقع القلعة في قرية البثنة الواقعة إلى الغرب من مدينة الفجيرة، وتنسب هذه القلعة إلى الشيخ حمد بن عبد الله الشرقي، ويعود تاريخها تقريبًا إلى عام 1735م.
- قلعة الفجيرة:

تقع قلعة الفجيرة وسط إمارة الفجيرة على بعد 3 كم من الساحل على ربوة صخرية عالية. بنيت القلعة عام 1670م على يد الشيخ محمد بن مطر زعيم قبيلة الشرقيين ( الأسرة الحاكمة لإمارة الفجيرة ) ، وقد استخدمت القلعة لأغراض دفاعية واتخذت مقرًا للحكم.
- حصن عجمان:

يقع هذا الحصن في إمارة عجمان، ويعود تاريخه إلى عم 1775م، ومن المؤكد أن الشيخ راشد بن حميد النعيمي الأول ( حكم بين عامي 1803-1838م ) قد رمم هذا الحصن وقام بتوسعته واتخذ منه مسكنًا له ولأسرته ومقرًا لحكمه وكان ذلك في أوائل القرن الثامن عشر الميلادي.

### المربعات
«و المربعة في لغة أهل الإمارات تعني الحصن أو البرج أو المجلس المربع الشكل أو المستطيل» ، ومن أهم المربعات:
- مربعة الفلية:

تقع في قرية الفلية الواقعة قرب منطقة النخيل برأس الخيمة ويعود تاريخها إلى أواخر القرن الثامن عشر الميلاديز واكتسبت المربعة شهرة واسعة؛ حيث تم فيها توقيع معاهدة الصلح بين بريطانيا ويوخ الإمارات المتصالحة في المنطقة في شهر يناير من عام 1820م.
- مربعة العانكة:

تقع هذه المربعة في قرية العانكة غرب مدينة العين، وبانيها هو الشيخ سعيد بن طحنون آل نهيان حاكم أبو ظبي، ومما يميز موقع مربعة العانكة أنها كانت تتحكم في الممر الذي يؤدي إلى واحة العين من الناحية الجنوبية.
- مربعة الحيل:

يرجع تاريخ هذه المربعة إلى أواخر القرن التاسع عشر الميلادي، وقد سميت بهذا الاسم لوقوعها في قرية الحيل بالفجيرة.

### الأبراج
تميزت الأبراج الواقعة في الإمارات بين القرنين 17 -19 م بأنها كانت نقاط مراقبة وحماية سواء تلك الواقعة على شواطئ الخليج أو على بدايات الطرق الداخلية الصحراوية التي تربط بين المدن، وجميع أبراج هذه المدة الزمنية كانت أسطوانية الشكل. ومن هذه الأبراج:
- برج البدية:

يقع هذا البرج في قرية البدية بإمارة الفجيرة على تل صخري عالٍ يطل على القرية ويحميها ويدافع عنها، ويعود تاريخه إلى أواخر القرن 17 م، وفي أسفل البرج توجد القرية، ويوجد بها مسجد يعود لنفس تاريخ المربعة يعرف باسم ( المسجد العثماني ) .
- برج الجزيرة الحمراء:

يقع هذا البرج عند مدخل الجزيرة الحمراء من الجهة الشرقية، والجزيرة الحمراء إحدى جزر رأس الخيمة، أما اباني البرج فهو حسن بن أحند أحد الأعيان زمن الشيخ سالم بن سلطان القاسمي عام 1875م، واستخدم البرج كنقطة دفاع ومراقبة للجزيرة.
- برج فلج المعلا:

يقع هذا البرج في منطقة فلج المعلا بأم القوين، ويعود تاريخه تقريبًا إلى عام 1880ن، وقد بني البرج على تل رملي، واستخدم لمراقبة القادمين من الصحراء.
- أبراج وأسوار اللزيمة:

تقع في أم القوين ويعود تاريخ هذه الأبراج إلى القرن 19 م. وهي عبارة عن 3 أبراج قريبة من بعضها يصل بينها سور كان يمتد من البحر حتى الخور، وله بوابة ضخمة.
- برج بخوت:

يقع في أم القيوين، ويعود تاريخه إلى أواخر القرن 19 م، وقد سمي بذلك نسبة إلى الشخص الذي ساهم في بنائهأو قام على الخدمة فيه، ويعد البرج من أقرب أبراج أم القيوين إلى الساحل، ويتميز ببنائه الدائري وله قاعدة عريضة مبنية من الحجر يعلوها طابقان من الحجر يحويان فتحات للبنادق والمدافع.